# Minor Earth Major Tour
Minor Earth | Major Tour, también llamada Minor Earth | Major Sky Tour, fue la gira de reunión de a-ha, la quinta gira de la banda.
La gira se inició el 8 de noviembre en Osaka, Japón y terminó el 10 de agosto de 2001 en Skanderborg, Dinamarca. Con un total de 25 espectáculos en 7 países es una de las giras más pequeñas de a-ha.
La gira tuvo tres partes. La primera, del 8 al 18 de noviembre de 2000, la gira japonesa; la segunda, del 24 de noviembre al 1 de diciembre de 2000, la parte alemana; la tercera, del 18 de marzo al 10 de agosto de 2001 la última etapa por Europa.
Los espectáculos que más destacan de esta gira son los del 24 y 25 de marzo de 2001 en el estadio de fútbol Vallhall en Oslo, Noruega, los dos primeros conciertos de a-ha en Noruega natal desde el 26 de marzo de 1994, casi siete años.

## Fechas
| Fecha                   | Ciudad             | País      | Lugar                     |
| ----------------------- | ------------------ | --------- | ------------------------- |
| Asia                    |                    |           |                           |
| 8 de noviembre de 2000  | Osaka              | Japón     | Kosei-Nenkin Hall         |
| 10 de noviembre de 2000 | Fukuoka            | Japón     | Zepp                      |
| 11 de noviembre de 2000 | Hiroshima          | Japón     | Yobin-Chokin              |
| 13 de noviembre de 2000 | Tokio              | Japón     | Kosei-Nenkin              |
| 14 de noviembre de 2000 | Tokio              | Japón     | International Forum       |
| 16 de noviembre de 2000 | Sendai             | Japón     | Ken-Min Hall              |
| 18 de noviembre de 2000 | Shizuoka           | Japón     | Bunka-Hall                |
| Europa (1.ª etapa)      |                    |           |                           |
| 24 de noviembre de 2000 | Hamburgo           | Alemania  | Sporthalle                |
| 25 de noviembre de 2000 | Berlín             | Alemania  | Velodrom                  |
| 26 de noviembre de 2000 | Múnich             | Alemania  | Olympiahalle              |
| 28 de noviembre de 2000 | Oberhausen         | Alemania  | Arena                     |
| 29 de noviembre de 2000 | Fráncfort del Meno | Alemania  | Festhalle                 |
| 30 de noviembre de 2000 | Stuttgart          | Alemania  | Schleyerhalle             |
| 1 de diciembre de 2000  | Brunswick          | Alemania  | VW Halle                  |
| Europa (2ª etapa)       |                    |           |                           |
| 18 de marzo de 2001     | Moscú              | Rusia     | Olympiisky                |
| 20 de marzo de 2001     | San Petersburgo    | Rusia     | Ledoviy                   |
| 21 de marzo de 2001     | Tallin             | Estonia   | Linna Hall                |
| 24 de marzo de 2001     | Oslo               | Noruega   | Vallhall Arena            |
| 25 de marzo de 2001     | Oslo               | Noruega   | Vallhall Arena            |
| 2 de junio de 2001      | Núremberg          | Alemania  | Rock am Ring Festival     |
| 3 de junio de 2001      | Núremberg          | Alemania  | Rock am Ring Festival     |
| 23 de junio de 2001     | Wohlen             | Suiza     | Sound Arena Rock Festival |
| 30 de junio de 2001     | Langesund          | Noruega   | Krogshavn                 |
| 7 de julio de 2001      | Stuttgart          | Alemania  | SWR Festival              |
| 10 de agosto de 2001    | Skanderborg        | Dinamarca | Skanderborg Festival      |

## Temas
Estos son las canciones tocadas en los conciertos en el estadio de fútbol Vallhall, en Oslo (días 24 y 25 de marzo de 2001).
1. "Minor Earth Major Sky"
2. "The Sun Never Shone that Day"
3. "Little Black Heart"
4. "I've Been Losing You"
5. "Manhattan Skyline"
6. "Thought that It Was You"
7. "I Wish I Cared"
8. "Cry Wolf"
9. "Mary Ellen Makes the Moment Count"
10. "Stay on These Roads"
11. "Early Morning"
12. "You'll Never Get Over Me"
13. "Velvet"
14. "The Sun Always Shines on T.V."
15. "The Living Daylights"
16. "Hunting High and Low"
17. "Summer Moved On"
18. "Crying in the Rain"
19. "Take on Me"
20. "Angel in the Snow"

- Temas del Minor Earth Major Sky (9)
- Temas del Memorial Beach (1)
- Temas del East of the Sun, West of the Moon (2)
- Temas del Stay on These Roads (2)
- Temas del Scoundrel Days (3)
- Temas del Hunting High and Low (3)

## Personal
- Morten Harket: voz.
- Magne Furuholmen: teclados, guitarra y voz.
- Paul Waaktaar-Savoy: guitarra y voz.
- Sven Lindvall: bajo.
- Per Lindvall: batería.
- Krister Karlsson: teclado.
- Anneli Drecker: coros, pandereta y voz en duetos.
- Jonny Sjo: bajo (en algunas ocasiones entre el 2000 y 2005).

## Álbum en directo
El concierto del 24 de marzo de 2001 en el Vallhall Arena fue grabado y editado en DVD y VHS. La grabación recoge el concierto completo a excepción del tema «Angel in the Snow» y la edición en DVD incluía numerosos contenidos extra (videos musicales, entrevistas, documentales, etc.)